# مصطفى الجنابي
مصطفى بن حسن بن سنان بن أحمد الحسيني الهاشمي ثم الرومي السعودي البورصوي الجنّابي، توفي سنة (999هـ/1590م) مؤرخ عثماني وشاعر، ومشارك في بعض العلوم، ولد في بلاد الروم وأصله من بلدة جنابة بفارس الواقعة على الساحل الشرقي للخليج العربي. ولي التدريس في مدرسة بورصة السلطانية وعُين قاضيا في حلب، وتوفي بآمد بعد انفصاله عن قضاء حلب.

## حياته ومؤلفاته
نشأ الجنّابي في بيت علم وصلاح في كنف والده الذي تولى عدة مناصب حيث ولي قضاء حلب، وقضاء مكة المكرمة، ثم رحل مع أسرته إلى بورصة في بلاد الروم (تركيا)، ومنها عرف الجنّابي (بالرومي)، ودرس بها واشتهر، وتولى التدريس في مدرسة بورصة السلطانية سنة (985هـ/1577م)، وبها عرف بالبورصوي.
ثم تولى عدة مناصب منها قضاء حلب سنة (994هـ/1585م)، ثم عزل عنها وتوفي في آمد (ديار بكر) سنة 999هـ/1590م. لم تذكر المصادر شيوخه سوى أستاذه محمد بن مصطفى العمادي المعروف بأبي السعود المفتي (ت982هـ/1574م) الذي وقد تولى أبو السعود أفندي قضاء بورصة وإسطنبول وقضاء عسكر الروملي وغيرها، وقد أخذ عنه مصطفى الجنابي فنون العلم والأدب، حتى نَسَبَهٌ إليه، فعُرف "بالسعودي".

### ومن مؤلفاته:
- البحر الزخار والعليم التيار في اخبار الأوائل والأواخر في مجلدين.[7]
- بدايع الآثار في نوادر الحكايات.
- السبع السيار في بحث علوم القيافة والفراسة.
- ونهاية المرام وبحر جواهر الكلام في التاريخ.
- العيلم الزاخر في علم الأوائل والأواخر، المعروف بـ(تاريخ الجنابي)، ويعرف الكتاب أيضاً بـ (البحر الزاخر).[8]
- جواهر الغرائب.
- الخضيرة الخضرة والحديقة النضرة.
- رسالة في بناء جامع آيا صوفيا وقلعة قسطنطينية.
- فرصت نامه، كتبه باللغة العثمانية.[9]